# LO, det er mig!
|  | Denne artikel er oprettet af botten Steenthbot ud fra en ekstern database. Den kan derfor have sproglige fejl eller mangler. Denne skabelon kan fjernes efter kontrol af indholdet. |

LO, det er mig! er en dansk oplysningsfilm fra 1979 instrueret af Bent Christensen efter eget manuskript.

## Handling
En informationsfilm om Landsorganisationen.